# الخدمة الزلزالية السويسرية
الخدمة الزلزالية السويسرية (بالألمانية: Schweizerischer Erdbebendienst (SED)، بالفرنسية: Service sismologique suisse، بالإيطالية: Servizio sismico svizzero، بالرومانشية: Servizi da terratrembels svizzer) في معهد التكنولوجيا الاتحادي في زيورخ هي الوكالة الفدرالية المسؤولة عن رصد الزلازل في سويسرا والدول المجاورة وتقدير مخاطر الزلازل في سويسرا.
عند حدوث زلزال تقوم الخدمة الزلزالية السويسرية بإعلام المواطنين والسلطات ووسائل الإعلام عن موقع الزلزال وقوته والعواقب المحتملة.
تم دمج أنشطة الخدمة الزلزالية السويسرية في خطة العمل الفدرالية لاحتياطات الزلازل.

## التاريخ
تعود بدايات الخدمة الزلزالية السويسرية إلى تأسيس لجنة الزلازل في عام 1878 وتأسست أول محطة لمراقبة الزلازل في سويسرا في ديغنريد بالقرب من زيورخ في عام 1911 وبعد ثلاث سنوات (عام 1914)، تم تعريف تكليف مراقبة الزلازل في قانون فدرالي ولهذا تم تحويل ما كان نشاطًا تطوعيًا إلى مؤسسة.
وافقت الجمعية الفدرالية في عام 1957 على قانون فدرالي يضع الخدمة الزلزالية السويسرية تحت جناح معهد التكنولوجيا الاتحادي في زيورخ (معهد الجيوفيزياء).
الخدمة الزلزالية السويسرية متواجدة منذ عام 2009 بصيغتها الحالية كوحدة غير تابعة لمعهد التكنولوجيا الاتحادي في زيورخ.

## مراقبة الزلازل
أكثر من 200 محطة لمراقبة الزلازل يتم تركيبها وخدمتها بواسطة الخدمة الزلزالية السويسرية وتراقب باستمرار نشاط الزلازل في سويسرا والدول المجاورة وتعمل جميع المحطات بأجهزة استشعار عالية الديناميكية مع نطاق ترددي واسع وتتم رقمنة البيانات على سجلات بيانات بتقنية 24 أو 26 بت حديثة التي تبث البيانات مباشرةً وتحقق الحد الأدنى للتأخير.
تتم إدارة ومعالجة جميع البيانات التي تصل إلى زيورخ بواسطة الخدمة الزلزالية السويسرية ومن خلال تقييم جودتها تضمن الخدمة الزلزالية السويسرية أن تكون البيانات جاهزة للاستخدام لإنتاج فهرس الزلازل والبحث اللاحق.
يقوم مركز المعالجة في زيورخ بالحصول على البيانات المسجلة في سويسرا من مصدرين مختلفين:
1.    الشبكة الوطنية السويسرية (CHNet) التي تتألف من شبكة الزلازل الرقمية السويسرية (SDSNet) وشبكة الزلازل السويسرية للحركة القوية (SSMNet)، حيث يتم استخدام أجهزة قياس الزلازل ذات نطاق واسع لتسجيل الزلازل المحلية الضعيفة والزلازل الإقليمية المعتدلة والزلازل العالمية المعتدلة إلى القوية، كذلك تستخدم مقاييس التسارع لتسجيل الزلازل المحلية المعتدلة والقوية.
2.    شبكات خاصة (غالبًا تكون مؤقتة) لمراقبة نشاط الزلازل الطبيعية المتزايدة ونشر محطات للزلازل الارتدادية ومراقبة استكشاف الطاقة الحرارية الأرضية ودعم مشاريع البحث والتعليم (مثل مشروع AlpArray  و seismo@school) أو مشاريع صناعية بتفويض من جهات خارجية.
على الرغم من التركيز الرئيسي يقع على سويسرا تقوم الخدمة الزلزالية السويسرية أيضًا بتطوير تقنيات يمكن تطبيقها في أماكن أخرى وتتعاون مع وكالات حول العالم لتطوير وتثبيت ومراقبة الأنظمة، بالإضافة إلى ذلك تعمل الخدمة الزلزالية السويسرية بشكل وثيق مع خدمات زلزالية أخرى في الدول المجاورة القريبة.

## مخاطر الزلازل في سويسرا
تواجه سويسرا مخاطر زلزالية متوسطة مقارنة بالدول الأوروبية الأخرى ولكن يوجد اختلافات إقليمية؛ حيث تم تسجيل زلازل أكثر في فاليه وبازل ووادي الراين في سانت غالن وميتلبوندن وإنجادين، ووسط سويسرا عن غيرها من المناطق ومع ذلك يمكن حدوث الزلازل في أي وقت وفي أي مكان في سويسرا.
يُسجل بين 1,000 و1,500 زلزال سنويًا في سويسرا والدول المجاورة القريبة وفي الواقع ما بين 10 و20 زلزالًا في السنة يكون لها قوة كافية ليشعر بها المواطنون عادةً تلك التي تتجاوز قوتها 2.5 درجة.
يحدث زلزال قوي بقوة تقريبية 6 درجات كل 50 إلى 100 عام في المتوسط وآخر مرة تم فيها تسجيل زلزال بتلك القوة كان في عام 1946 بالقرب من سيير في فاليه وأقوى زلزال حدث في سويسرا حتى الآن كان بقوة تقريبية 6.6 ودمر أجزاء كبيرة من مدينة بازل في عام 1356، إذا حدث مثل هذا الزلزال في بازل اليوم فإنه من الممكن توقع وفاة الآلاف وإصابة عشرات الآلاف بجروح خطيرة وبسيطة وأضرار مالية تقدر بحوالي 140 مليار فرنك سويسري.
أفضل تدابير الحماية ضد آثار الزلازل هي تصميم المباني مقاومة للزلازل وتأمين الأجسام التي قد تسقط.
90 في المائة من المباني في سويسرا ليست مبنية وفقًا للوائح الزلزالية وليس من الواضح إلى أي مدى يمكن أن تتحمل الزلازل القوية ولكن القليل من الأقاليم تحتوي على تنظيمات قانونية تلزم بالامتثال لمعايير البناء المقاومة للزلازل.

## تنبيه في حالة وقوع زلزال
لا يمكن التنبؤ بالزلازل أو منع حدوثه ومع ذلك تسجل الخدمة الزلزالية السويسرية اهتزازات الأرض على مدار الساعة، خلال نحو 90 ثانية يتم عرض تفاصيل حول الزمن والموقع والقوة والآثار الممكنة للزلزال على موقع الويب www.seismo.ethz.ch.
تقوم الخدمة الزلزالية السويسرية تلقائيًا بالإبلاغ عن أي زلازل يتم ملاحظتها للسلطات ووسائل الإعلام، في الوقت نفسه يتم نقل هذه المعلومات إلى خدمة الاستدعاء على مدار 24 ساعة للخدمة الزلزالية السويسرية عبر جهاز البيجر والبريد الإلكتروني والرسائل النصية. هذه الخدمة متاحة أيضًا للسلطات ووسائل الإعلام للحصول على مزيد من المعلومات حول الزلازل الحالية وتعد خلفية معلومات يتم نشرها على الموقع وفي حالة وقوع زلازل تتسبب في أضرار كبيرة على مستوى عالمي فإن الخدمة الزلزالية السويسرية تُعلم وحدة المساعدة الإنسانية السويسرية (SHA).

## البحث والتعليم
بالإضافة إلى مراقبة الزلازل وتقدير مخاطر الزلازل يشارك باحثو الخدمة الزلزالية السويسرية في العديد من المشاريع البحثية الوطنية والدولية التي يتم تمويلها إلى حد كبير من قبل جهات خارجية وهذا يضمن التبادل المستمر للمعلومات عبر الحدود الوطنية.
المجالات التي يشارك فيها باحثو الخدمة الزلزالية السويسرية تشمل على سبيل المثال علم الزلازل الجليدي والهندسي وعلم الزلازل الثابتة ونشاط الزلازل المستحث ومراقبة الانهيارات وعلم الزلازل.
الهدف الرئيسي للبحث الذي يُجرى في الخدمة الزلزالية السويسرية هو الحصول على فهم أوضح للزلازل وآثارها وبالتالي المساهمة في تحسين الاستجابة لهذه المخاطر الطبيعية التي تشكل تهديدًا على الصعيدين الوطني والعالمي، في الوقت نفسه تبحث الخدمة الزلزالية السويسرية عن طرق جديدة لاستخدام أساليب علم الزلازل للكشف عن المزيد حول العمليات الأساسية التي تشكل الأرض.
يلعب تدريب الباحثين الصغار دورًا مهمًا بالنسبة للخدمة الزلزالية السويسرية، حيث يتم ذلك من خلال محاضرات وندوات تشكل جزءًا أساسيًا من برنامج التدريس في معهد التكنولوجيا الاتحادي في زيورخ، بالإضافة إلى الإشراف على أطروحات الماجستير والدكتوراه.

## رصد اتفاقية حظر التجارب النووية
قررت دول الأمم المتحدة إعداد اتفاقية حظر التجارب النووية في عام 1996 وتم إنشاء نظام رصد دولي للتحقق من الالتزام بهذه الاتفاقية، تساهم الخدمة الزلزالية السويسرية بتوفير البيانات التي تم تسجيلها بواسطة محطة زلزالية في منطقة دافوس التي تم بناؤها تحديدًا لهذا الغرض إلى السلطة المسؤولة في فيينا وعلى سبيل المثال سجلت المحطة الزلزالية هناك الاهتزازات الأرضية المقابلة لاختبار نووي في كوريا الشمالية في عام 2013.

## روابط خارجية
- الموقع الرسمي